# Absolute Games
Absolute Games (скорочено AG.ru та AG) — російський інтернет-портал, вебсайт, присвячений відеоіграм та відеоігровій індустрії, найбільший і один з найстаріших в Рунеті.

## Історія
Сайт з'явився в 1998 році після об'єднання зусиль двох людей — В'ячеслава Голованова (SLY) та Андрія Шевченка (Zombiek), що купили домен AG.ru. У 2001 В'ячеслав Голованов пішов з проєкту. Найзначнішими авторами статей на сайті були в різний час Михайло Калинченко (Redguard, головний редактор сайту), Дмитро Чернов (Баба Ніна, Ийцо), Денис Давидов (worm), Володимир Горячев (Nomad), Олександр Кузьменко (Comrad), Олександр Григор'єв, Михайло Хромов (Xirurg).
З квітня 2000 року сайт Absolute Games входить до складу Golden Telecom. 13 травня 2008 компанії IT Territory, Golden Telecom і сайт Absolute Games оголосили про запуск нового ігрового майданчика Battles.ru. Цей портал, як зазначають розробники, розрахований на широку інтернет-аудиторію. Тут представлені онлайнові багатокористувацькі й Casual проєкти від IT Territory, а також новини від Absolute Games. «З огляду на популярність Absolute Games, і досвід розробників IT-Territory, можна припустити, що популярність Battles зросте на порядок. Проєкт може увійти до десятки найпопулярніших ігрових сайтів», — прокоментував цю подію Леонід Деліцин, аналітик компанії «Фінам».
З грудня 2008 року проєкт перейшов з опису виключно ПК-ексклюзивних відеоігор на мультиплатформні, додавши в свою базу ігри з консолей PlayStation 3, Xbox 360, Nintendo Wii і т. д.
15 грудня 2011 року компанія Rambler придбала AG.ru.
29 листопада 2012 року команда сайту AG.ru в повному складі покинула проєкт. Це було пов'язано з рішенням керівництва Kanobu Network про зниження зарплатного фонду позаштатних авторів на 50 % строком приблизно до березня наступного (2013) року. У той же день екс-командою AG.ru був створений новий тимчасовий сайт, що пізніше отримав назву Riot Pixels. Пізніше новина про вихід команди з проєкту була видалена новими власниками Absolute Games.
З грудня 2016 року сайт більше не оновлюється, остання рецензія на гру (The Order 1886) була випущена 1 березня 2015 року, остання новина датована 27 грудня 2016 року.

## Рейтинги
У каталозі російськомовних ігрових ресурсів Яндекса сайт Absolute Games займає перше місце. За рейтингом компанії Alexa Internet сайт Absolute Games займає друге місце. Під час підбивання підсумків «Премії Рунета — 2005» сайт Absolute Games посів 17 місце серед сайтів, що здійснили максимальний вплив на розвиток Рунету в 2005 році.

## Великоднє яйце
На сайті AG.ru наявне «выртуальне великоднє яйце», яке можна знайти, якщо зайти на неіснуючу сторінку сайту або на сторінку 404[недоступне посилання з червня 2019]. Крім повідомлення про помилку 404 сайт запропонує пограти в гру «хрестики-нулики».